# Twelve Minutes
Twelve Minutes là một game phiêu lưu do Luis Antonio phát triển và dự kiến sẽ được Annapurna Interactive phát hành cho Microsoft Windows, Xbox One và Xbox Series X/S vào năm 2021. Trò chơi diễn ra trong một căn hộ chung cư nhỏ và các khu vực xung quanh nó, yêu cầu người chơi phải chơi liên tục các sự kiện trong chu kỳ 12 phút để cố gắng giải quyết một bí ẩn.

## Lối chơi
Twelve Minutes thể hiện dưới dạng góc nhìn từ trên xuống của một căn hộ chung cư được chia sẻ bởi một người đàn ông và vợ, bao gồm khu vực sinh hoạt và bếp chính, phòng ngủ và phòng tắm. Người chơi điều khiển ông chồng trong các sự kiện này, được tự do thực hiện các hành động khác nhau. Không thực hiện một số hành động nhất định, trong suốt 12 phút, người đàn ông biết vợ mình đang mang thai, nhưng một cảnh sát đến căn hộ, buộc tội người vợ đã giết cha anh vài năm trước, và trong lúc cố gắng bắt giữ người vợ đã hạ gục chồng, khiến cô cùng đứa con trong bụng thiệt mạng. Trò chơi sau đó khởi động lại ở điểm ban đầu, lúc này người chơi có thể cố gắng thực hiện các hành động để tìm hiểu người vợ có phải là nghi phạm, cách ngăn chặn việc bắt giữ cô ấy hoặc các hành động khác để tìm ra kết quả "tốt nhất" trong 12 phút tới, nếu không, họ bắt đầu lại 12 phút sau. Tuy nhiên, người chơi không được cung cấp bất kỳ thông tin chính xác nào về mục tiêu này là gì, họ phải tự khám phá cách giải quyết tình huống. Người đàn ông là nhân vật duy nhất lưu giữ kiến thức về các chu kỳ trước, chẳng hạn như biết về vụ bắt giữ sắp xảy ra, và thông tin này có thể được sử dụng để thực hiện các hành động khác trong các chu kỳ trong tương lai. Lối chơi theo kiểu vòng lặp thời gian này đã được so sánh với The Legend of Zelda: Majora’s Mask. Trong khi vòng lặp chính chỉ kéo dài 12 phút trong thời gian thực, trò chơi dự kiến người chơi sẽ mất từ 6 đến 8 giờ để hoàn thành.

## Phát triển
Luis Antonio là một họa sĩ từng làm việc cho Rockstar Games và Ubisoft nhưng đã rời khỏi các công ty này để theo đuổi phát triển trò chơi độc lập. Năm 2012, ông đã dành thời gian làm việc để giúp phát triển The Witness trước khi bắt đầu tự sản xuất. Đối với tựa game đầu tiên của mình, ông muốn một tựa game khám phá hậu quả của việc ra quyết định và những lựa chọn này ảnh hưởng đến những người khác như thế nào. Ban đầu ông đã hình dung ra một trò chơi diễn ra trong một khu phố nhỏ trong vòng 24 giờ, nhưng điều này chứng tỏ phạm vi quá lớn đối với bản thân, và ông bèn thu nhỏ nó trở lại một căn hộ duy nhất và một khoảng thời gian ngắn hơn nhiều. Phần lớn thiết kế của trò chơi được lấy cảm hứng từ đạo diễn phim Stanley Kubrick, và một chi tiết lấy từ Kubrick là khu vực sảnh xung quanh căn hộ bao gồm mẫu thảm biểu tượng mà Kubrick đã sử dụng trong Khách sạn Overlook cho phim The Shining. Ông cũng lấy cảm hứng từ các bộ phim Groundhog Day, Memento và Rear Window.
Antonio đã ra mắt trò chơi tại sự kiện PAX East năm 2015, tại thời điểm này trò chơi sử dụng những hình ảnh giữ chỗ tạm thời nhưng đã hoàn thành lối chơi vòng lặp thời gian. Trò chơi đã được vinh danh cho giải thưởng Seumas McNally Grand Prize tại Liên hoan Trò chơi Độc lập vào năm 2016. Antonio đã lên kế hoạch cho trò chơi được phát hành vào năm 2016. Tuy nhiên, trong những năm sau đó, Antonio đã tuyển một nhóm 5 người để giúp hoàn thiện trò chơi, cũng như nhận được sự hỗ trợ việc phát hành từ Annapurna Interactive. Trò chơi được trình chiếu lại trong cuộc họp báo Xbox từ Microsoft trong E3 2019, và với kế hoạch phát hành vào năm 2020. Trong số các yếu tố cuối cùng được đưa vào là lời thoại hoàn toàn được lồng tiếng cho các nhân vật chính và cải thiện hoạt ảnh nhân vật bằng cách sử dụng tính năng ghi hình chuyển động.
Lồng tiếng cho trò chơi do James McAvoy, Daisy Ridley và Willem Dafoe cung cấp. Annapurna Interactive đã giúp tuyển diễn viên lồng tiếng cũng như tìm các địa điểm an toàn để họ ghi lại các đoạn hội thoại được đưa ra ngay khi cả thế giới bị phong tỏa do đại dịch COVID-19 bắt đầu. Antonio đã tuyên bố dự kiến sẽ phát hành vào cuối năm 2020 cho Windows và Xbox với các bản port sang các hệ máy chơi game khác sau đó. Vào tháng 11 năm 2020, Annapurna Interactive xác nhận rằng trò chơi bị trì hoãn đến năm 2021.